# Nysted Efterskole
Nysted Efterskole er en praktisk orienteret efterskole. Skolen er beliggende i Nysted på Lolland. Skolen har ca. 30 fastansatte lærere og omkring 120 elever.

## Undervisning
Nysted Efterskole er en almen efterskole med erhvervsrettede linjer.
Skolen optager drenge og piger på 8., 9. og 10. årgang og tilbyder afgangsprøve på FP9 og FP10 niveau.
Skolen tilbyder otte linjer:
- IT og eSport
- Ridelinje
- Kunsthåndværk & Design[1]
- Cross & Bocart
- Auto & Teknik
- Smedelinje
- Natur & Tømrer
- Landbrug & Maskiner

I 2012 og 2019 havde skolen det dårligste karaktergennemsnit blandt landets skoler, men skyldtes ifølge lederen skolens sigte på praktisk orienterede elever.